# Ivan Fayard
 (mai 2018).
Pour les articles homonymes, voir Fayard.
Ivan Fayard est un peintre français, né en 1969 à Crest et vivant à Paris[réf. nécessaire].

## Biographie
L’étendue artistique d’Ivan Fayard se déploie essentiellement autour de la peinture mais questionne plus largement ce qui est susceptible de redéfinir une image. En axant son œuvre sur différents cycles qu'il poursuit simultanément, en s'interrogeant sur la question de l'assimilation, de la mémoire, d'un vécu spécifique, Ivan Fayard semble intéressé par ce qui sème un trouble. D'une part, il met l'accent sur les procédures - fondement même de sa démarche - qui sont des aspirations plutôt que des affirmations péremptoires en lieu et place de l'œuvre obtenue. D'autre part, son travail révèle la manière dont l'artiste s'inscrit dans une œuvre polymorphe. Il y a bien là une implication personnelle mais il s'agit d'une définition troublante de l'existence de l'artiste constituée de masques derrière lesquels il se cache, sorte d'identités artistiques inventées[Interprétation personnelle ?].
Ivan Fayard est diplômé de l'École nationale des beaux-arts de Lyon. Il réalise sa première exposition personnelle en 1998 à Lyon, Galerie Domi Nostrae. Il vit successivement à Lyon, à Los Angeles, à l'18th Street Arts Center de Santa Monica en 2003 (Lauréat Villa Médici Hors-les-murs). Depuis 2004, il vit et travaille à Paris[réf. nécessaire].

## Expositions

### Expositions personnelles
- 2019 : Pliées, Erratum Galerie, Berlin, France
- 2017 : Jamais seules, Galerie Houg, Paris, France
- 2015 : Whisper, Galerie Houg, Paris, France
- 2013 : ORRUP, Les Bains Douches, Alençon, France
- 2012 : Les Précipités, Galerie Houg, Lyon, France
- 2010 : Le Pavillon des encres oubliées, Chez-robert - Espace d'art, France
- 2009 : Surfacing, T66 Kulturwerk, Fribourg-en-Brisgau, Allemagne
- 2008 : L'ombrelle n'est pas une fleur..., Galerie Olivier Houg, Lyon, France
- 2007 : Docks Art Fair, Lyon, France
- 2006 : WA, Surface d'autonomie temporaire, Gayzorn Plaza, Bangkok, Thaïlande
- 2005 : BFA Gallery, Eindhoven, Pays-Bas
- 2005 : Chapelle du Carmel, Chalon-sur-Saône, France
- 2005 : Atelier Cardenas Bellanger, Paris
- 2004 : The Sharp Discontinuity In The Grasp Of A Single Glance, CRAC Alsace, Altkirch, France
- 2003 : Blink, Städische Galerie Waldkraiburg, Munich, Allemagne
- 2003 : Drunk Bunnies In A Narrow Box, Robert Berman Gallery, Los Angeles, USA
- 2003 : The Better You Look The More You See, Studio 18th Street Art Center, Santa Monica, USA
- 2002 : Centre d'Art Contemporain, Château des Adhémar, Montélimar, France
- 2000 : Uknowhatimean, Art Firm Gallery, Toronto, Canada
- 2000 : Ring, Nouvelle Galerie, Grenoble, France
- 1998 : Galerie Domi Nostrae, Lyon, France

### Expositions collectives
- 2018 : Affinité(s), Galerie Jousse Entreprise, Paris, France
- 2017 : Playlist, Erratum Galerie, Berlin, Germany
- 2017 : Instendémique, Canal Satellite, Migennes, France (Commissaire d'exposition Mdlx/Michel Delacroix)
- 2017 : Grammaire sentimentale, Frac Franche-Comté, Besançon, France (Commissaire d'exposition Sylvie Zavatta)
- 2016 : Only Lovers, Le Cœur, Paris, France
- 2016 : Plongeons, Fondation François Schneider, Wattwiller, France
- 2016 : Le petit A de O, Galerie Houg, Paris, France (Commissaire d'exposition Marie de Brugerolle)
- 2015 : Acrobats, Monsters & Freaks, Mamco, Musée d'art moderne et contemporain, Genève, Suisse
- 2015 : Chez-robert, Frac Franche-Comté, Besançon, France
- 2014 : Sammeln für Waldkraiburgdrucken - Städtische Galerie Waldkraiburg, Waldkraiburg, Allemagne
- 2014 : 35 Year Anniversary Show, Robert Berman Gallery, Santa Monica, CA
- 2013/2014 : Le Regard du bègue, Mamco, Musée d'art moderne et contemporain, Genève, Suisse
- 2012 : Prop (vol. 1), Galerie Houg, Lyon, France
- 2012 : Drawing Now Paris / Galerie Olivier Houg, Carrousel du Louvre, Paris, France
- 2011 : Partitions, Galerie Arko, Nevers, France (Sur une invitation dans le cadre de A LOUER #5, un projet conçu par Émilie Parendeau à partir des œuvres d'Ivan Fayard, Claude Rutault et Yoko Ono)
- 2010 : Le Carillon de Big Ben, Le Crédac, Ivry-sur-Seine, France
- 2009 :  90' , Une sélection d'œuvres de la Collection Frac Franche-Comté, Saline royale d'Arc-et-Senans, Arc-et-Senans, France
- 2008 : Déformalismes, Galerie Praz-Delavallade, Paris, France
- 2008 : WA, Saw Gallery, Ottawa, ON
- 2007 : The Freak Show, Musée d'art contemporain de Lyon, France
- 2007 : Feed Me With Your Kiss, Le Consortium, Dijon, France
- 2007 : WA, Galleri 100°, Reykjavik, Islande
- 2007 : Nommé pour The Sovereign European Art Prize, Londres, Royaume-Uni
- 2006 : WA, Surface d'autonomie temporaire, École des Beaux-arts, Alger, Algérie
- 2005 : Participate?, Chinese European Art Center, Xiamen, Chine / Basekamp gallery, Philadelphie, USA
- 2005 : Tableaux-écrans, Galerie Les filles du calvaire, Paris / Bruxelles
- 2004 : La Partie continue 2, Le Crédac, Ivry-sur-Seine, France
- 2004 : Raison et Sentiments, CRAC Alsace, Altkirch, France
- 2004 : La Lettre volée, Musée des Beaux-arts, Dôle, France
- 2003 : I Am a Curator, Chisenhale Gallery, Londres, Royaume-Uni
- 2003 : Wanted Dead Or Alive (avec Carlee Fernandez, Nathalia Edenmont, Commissaire Per Huttner), Winslow Garage, Los Angeles, USA
- 2002 : Rien ne presse / Slow And Steady / Festina Lente, Mamco, Genève, Suisse
- 2002 : Kugelkopf, Kunstverein Neuhausen, Allemagne
- 2001 : Ferveur, Les Subsistances, Lyon, France
- 2001 : Kugelkopf, Die Sammlung Als Bild, Städtische Galerie Waldkraiburg, Munich, Allemagne
- 2000 : Komm Tanz Mit Mir !, Galerie Schwarzes Kloster, Fribourg-en-Brisgau, Allemagne
- 2000 : Passeurs, Le Rectangle, Lyon
- 1999 : Plein-air, Galerie Chez Valentin, Paris, France
- 1997 : Dalarnas Museum, Falun, Suède
- 1996 : Faire Zien, Espace Jacqmotte, Bruxelles, Belgique

## Collections
- Collection Luciano Benetton
- Musée Paul Dini, Villefranche-sur-Saône
- Fonds National d'Art Contemporain, Paris, France
- Frac Franche-Comté, Dôle, France
- LEG Bade-Wurtemberg, Allemagne
- Mamco, Genève, Suisse